# Die letzten Tage von Pompeji (1913)

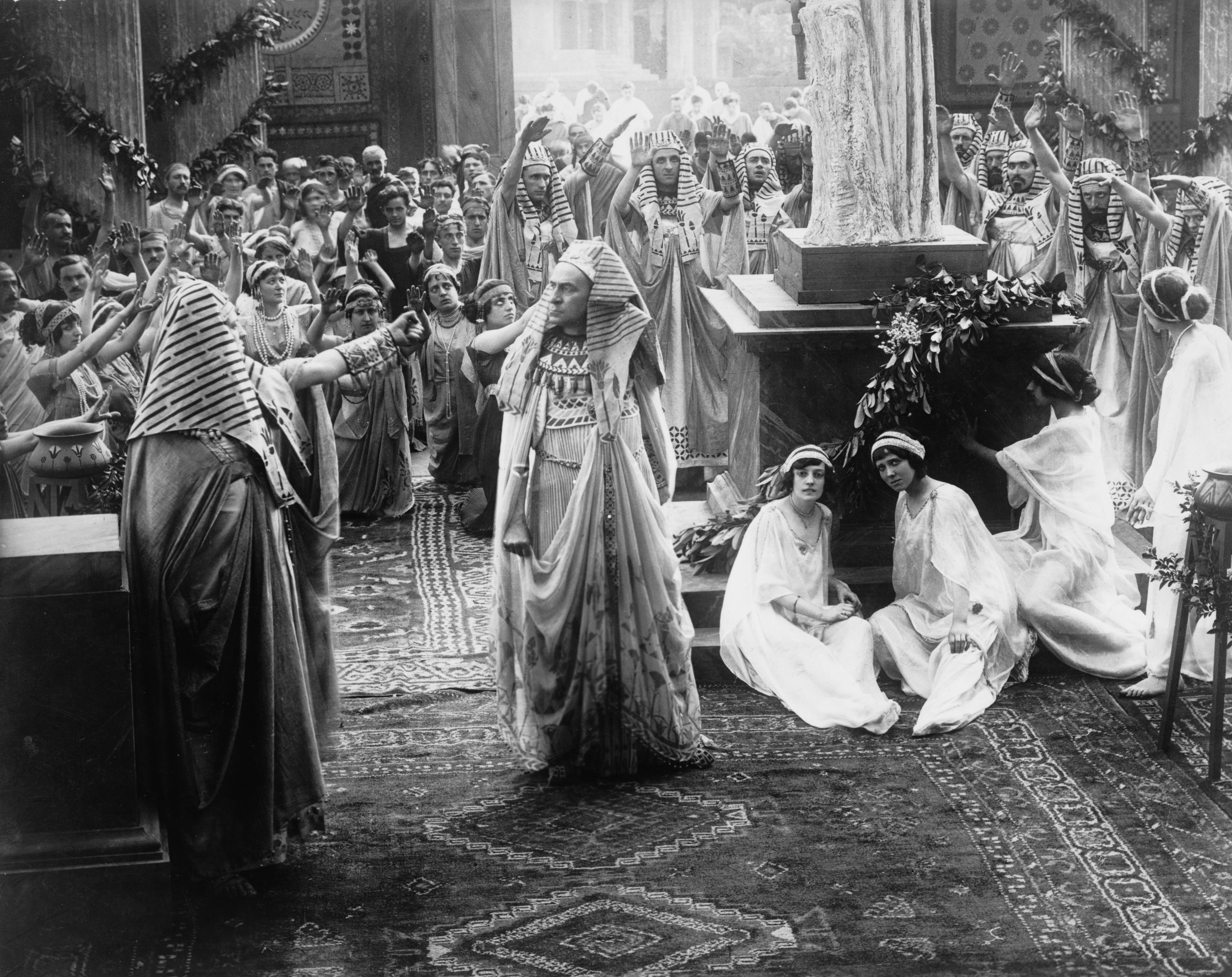
Szenenbild aus Die letzten Tage von Pompeji

Die letzten Tage von Pompeji (Originaltitel: Gli ultimi giorni di Pompei) ist ein italienischer Historienfilm aus dem Jahr 1913. Er wurde am 24. August jenes Jahres uraufgeführt.
Der schwarzweiße Stummfilm basiert auf dem gleichnamigen Roman von Edward Bulwer-Lytton aus dem Jahr 1834. Die Handlung spielt in den letzten Tagen Pompejis vor dem Ausbruch des Vesuv im Jahr 79 n. Chr.